# دراگویلوویچه
دراگویلوویچه (به صربی: Dragojloviće) یک منطقهٔ مسکونی در صربستان است که در سینیتسا واقع شده‌است. دراگویلوویچه ۱۱۴ نفر جمعیت دارد.